# Équipe de Jordanie de football
Cet article traite de l'équipe masculine. Pour l'équipe féminine, voir Équipe de Jordanie féminine de football.
Maillots
L'équipe de Jordanie de football est une sélection des meilleurs joueurs jordaniens sous l'égide de la Fédération de Jordanie de football.

## Histoire
La Jordanie dispute son premier match à l'occasion des Jeux panarabes de 1953 à Alexandrie (Égypte) où elle s'incline 1-3 face à la Syrie le 30 juillet 1953.
Elle participe pour la première fois à une phase de qualification à la Coupe du monde lors des éliminatoires du Mondial 1986.
En Coupe d'Asie des nations, la Jordanie doit attendre l'édition de 2004 pour accéder pour la première fois de son histoire à la phase finale de la compétition. Les Al-Nashama se hissent jusqu'en quarts de finale où ils s'inclinent aux tirs au but (1-1 a.p. 3-4 t.a.b.) face au Japon, futur vainqueur de l'épreuve. La Jordanie se qualifie, sept ans plus tard, à sa deuxième phase finale de Coupe d'Asie des nations, au Qatar. Comme en 2004, elle est éliminée en quarts de finale, battue par l'Ouzbékistan 1-2. En 2015, pour sa 3e participation à l'épreuve continentale, elle est éliminée dès le 1er tour, devancée par le Japon et l'Irak face à qui elle concède deux défaites, mais termine devant la Palestine qu'elle a battue 5-1.
Lors des éliminatoires de la coupe du monde 2014, la Jordanie réussit à se qualifier pour le barrage intercontinental Asie / Amérique du Sud où elle affronte l'Uruguay. La Jordanie s'incline lourdement 0-5 à Amman, lors du match aller, le 13 novembre 2013, avant d'aller faire match nul 0-0, lors du match retour le 20 novembre 2013, à Montevideo. Elle ne parvient pas non plus à se qualifier pour la Coupe du monde 2018, sortie dès le 2e tour des éliminatoires bien qu'ayant fini à la 2e place de son groupe juste derrière l'Australie; cependant elle ne fait pas partie des quatre meilleurs 2e pour accéder au dernier tour, la faute à une lourde défaite (1-5) lors de la dernière journée des phases de poules en Australie mais surtout son incapacité à battre le Kirghizistan, contre qui elle n'a pris qu'un point sur six possibles lors de leur double confrontation et inscrit aucun but.
Le 17 novembre 2018, le portier et recordman des sélections jordaniennes Amer Shafi inscrit un but contre l'Inde depuis son propre rectangle à l'occasion d'un match amical à domicile remporté par son équipe (2-1). Il reste à ce jour le seul gardien jordanien à avoir réussi cet exploit.
Qualifiée pour la phase finale de la Coupe d'Asie des nations 2019 après avoir terminé en tête de son groupe lors du 3e tour des éliminatoires (en), la Jordanie est placée dans le groupe B avec l'Australie, la Syrie et la Palestine. Lors du premier match le 6 janvier 2019, les Al-Nashama réalisent la première grosse sensation de la compétition en battant l'Australie, tenante du titre et un des favoris à la victoire finale, grâce à un but de Anas Bani Yaseen à la 26e minute de jeu (1-0). La Jordanie vient ensuite à bout de la Syrie lors de la deuxième journée (2-0) et s'assure la première place du groupe. Elle achève ses matchs de poule par un score vierge contre la Palestine (0-0) et sera opposée en huitième de finale au Viêt Nam, qualifié en tant que quatrième meilleur troisième, un adversaire que les Al-Nashama avaient rencontré à deux reprises lors des éliminatoires (en) pour deux résultats nuls (0-0 à l'extérieur à l'aller, 1-1 à domicile au retour). La Jordanie, sur une meilleure dynamique que son adversaire et avec davantage d'expérience des phases à élimination directe, part néanmoins avec la faveur des pronostics. Contre toute attente, le Vietnam domine globalement la rencontre en développant un jeu plus offensif que les Jordaniens; en obtenant davantage de tirs cadrés, de corners et en conservant plus souvent le ballon que les Al-Nashama. Alors que la Jordanie ouvre le score à la 39e minute de jeu grâce à une réalisation de Baha' Abdel-Rahman (en), Nguyễn Công Phượng réplique pour le Vietnam en début de deuxième période (51e minute), permettant aux Dragons dorés de devenir la première équipe du tournoi à inscrire un but contre les Jordaniens (1-1). Le score n'évoluant pas en prolongations, la séance de tirs au but sera fatidique pour la Jordanie (2 t.a.b. à 4), la faute à un arrêt crucial du gardien vietnamien Đặng Văn Lâm sur la tentative d'Ahmed Samir (en), ainsi qu'une frappe sur la barre transversale de Baha' Faisal (en). La Jordanie quitte la compétition au stade des huitièmes de finale, sans avoir perdu de match et avec un seul but encaissé, néanmoins lourd de conséquences.
Lors du deuxième tour de qualification pour la Coupe du monde 2022, la Jordanie a terminé à la troisième place de son groupe. Par la suite, elle a remporté la première place de son groupe lors des qualifications pour la Coupe d'Asie 2023, ce qui lui a permis de se qualifier pour le tournoi principal.
En juin 2023, Houcine Ammouta a été nommé sélectionneur de l'équipe nationale jordanienne. Début 2024, il a conduit son équipe à la première finale de Coupe d'Asie de son histoire, battant l'Irak 3-2 en marquant deux buts dans les arrêts de jeu en huitièmes de finale, le Tadjikistan 1-0 en quart de finale, et la Corée du Sud 2-0 en demi-finale. En finale, la Jordanie s'est inclinée 3-1 face au pays hôte et tenant du titre, le Qatar, tous les buts adverses ayant été marqués sur penalty.
À la suite du parcours historique de l'équipe nationale jusqu'à la finale de la Coupe d'Asie de l'AFC 2023, la Jordanie est remontée à la 70e place du classement FIFA, le plus haut niveau depuis septembre 2014,. Le 5 juin 2025, la Jordanie s'est qualifiée pour la Coupe du Monde de la FIFA 2026, la première de son histoire, en s'imposant 3-0 à l'extérieur face à Oman.

## Classement FIFA
| Année              | 1993 | 1994 | 1995 | 1996 | 1997 | 1998 | 1999 | 2000 | 2001 | 2002 | 2003 | 2004 | 2005 | 2006 | 2007 | 2008 | 2009 | 2010 | 2011 | 2012 | 2013 | 2014 | 2015 | 2016 | 2017 | 2018 | 2019 | 2020 | 2021 | 2022 | 2023 | 2024 |
| ------------------ | ---- | ---- | ---- | ---- | ---- | ---- | ---- | ---- | ---- | ---- | ---- | ---- | ---- | ---- | ---- | ---- | ---- | ---- | ---- | ---- | ---- | ---- | ---- | ---- | ---- | ---- | ---- | ---- | ---- | ---- | ---- | ---- |
| Classement mondial | 87   | 113  | 143  | 146  | 124  | 126  | 115  | 105  | 99   | 77   | 47   | 40   | 86   | 95   | 120  | 124  | 111  | 104  | 82   | 94   | 65   | 81   | 87   | 105  | 107  | 109  | 97   | 95   | 90   | 84   | 87   | 64   |
| Classement AFC     |      |      |      |      |      |      |      | 16   | 16   | 9    | 6    | 5    | 12   | 13   | 16   | 15   | 17   | 11   | 8    | 8    | 5    | 6    | 10   | 11   | 16   | 19   | 16   | 15   | 13   | 12   | 13   | 10   |

## Sélectionneurs
- 1965-1966 :  Miklós Vadas
- 1984 :  Danny McLennan
- jan. 1986-déc. 1987 :  Edson Tavares
- 1985-2000 :  Mohammad Awad
- 2000-2002 :  Branko Smiljanic
- juil. 2002-juin 2007 :  Mahmoud El-Gohary
- août 2007-déc. 2008 :  Nelo Vingada
- fév. 2009-juin 2013 :  Adnan Hamad
- juin 2013-juil. 2014 :  Hossam Hassan
- juil. 2014-sep. 2014 :  Ahmed Abu Ismail (intérim)
- sep. 2014-jan. 2015 :  Ray Wilkins
- juil. 2015-jan. 2016[10] :  Paul Put
- jan. 2016-déc. 2016 :  AbdullahAbu Zema
- mars 2016 :  Harry Redknapp
- juil. 2016-sep. 2018 :  Jamal Ahmad Abu Abed
- jan. 2017-mai 2018 :  Abdullah Mesafer
- mai 2018-juin 2021 :  Vital Borkelmans
- juin 2021-juin 2023 :  Adnan Hamad
- juin 2023-juin 2024 :  Houcine Ammouta[11]
- depuis juin 2024 :  Jamal Sellami [12]

## Parcours dans les compétitions internationales

### Coupe du monde
| Année | Position     |      | Année             | Position |                   | Année | Position |
| 1930  | Non inscrite | 1974 | Non inscrite      | 2010     | Tour préliminaire |       |          |
| 1934  | Non inscrite | 1978 | Non inscrite      | 2014     | Tour préliminaire |       |          |
| 1938  | Non inscrite | 1982 | Non inscrite      | 2018     | Tour préliminaire |       |          |
| 1950  | Non inscrite | 1986 | Tour préliminaire | 2022     | Tour préliminaire |       |          |
| 1954  | Non inscrite | 1990 | Tour préliminaire | 2026     | Qualifiée         |       |          |
| 1958  | Non inscrite | 1994 | Tour préliminaire | 2030     | À venir           |       |          |
| 1962  | Non inscrite | 1998 | Tour préliminaire | 2034     | À venir           |       |          |
| 1966  | Non inscrite | 2002 | Tour préliminaire |          |                   |       |          |
| 1970  | Non inscrite | 2006 | Tour préliminaire |          |                   |       |          |

### Coupe d'Asie des nations
| Année | Position          |      | Année             | Position |                    | Année | Position |
| 1956  | Non inscrite      | 1984 | Tour préliminaire | 2011     | Quart de finale    |       |          |
| 1960  | Non inscrite      | 1988 | Tour préliminaire | 2015     | 1er tour           |       |          |
| 1964  | Non inscrite      | 1992 | Non inscrite      | 2019     | Huitième de finale |       |          |
| 1968  | Non inscrite      | 1996 | Tour préliminaire | 2023     | Finaliste          |       |          |
| 1972  | Tour préliminaire | 2000 | Tour préliminaire | 2027     | Qualifiée          |       |          |
| 1976  | Non inscrite      | 2004 | Quart de finale   |          |                    |       |          |
| 1980  | Non inscrite      | 2007 | Tour préliminaire |          |                    |       |          |

### Championnat d'Asie de l'Ouest de football
- 2000 : 4e
- 2002 : Finaliste
- 2004 : 3e
- 2007 : Demi-finaliste
- 2008 : Finaliste
- 2010 : 1er tour
- 2012 : 1er tour
- 2014 : Finaliste
- 2019 : 1er tour

### Coupe arabe des nations
- 1963 : 1er tour
- 1964 : 1er tour
- 1966 : 1er tour
- 1985 : 1er tour
- 1988 : 4e
- 1992 : 1er tour
- 1998 : 1er tour
- 2002 : 3e
- 2009 : Tournoi annulé
- 2012 : Non inscrit
- 2021 : Quart-de-finaliste
- 2025 : À venir

## Les adversaires de la Jordanie de 1953 à aujourd'hui
| Pays                | J  | G  | N  | P  | Bp | Bc | Diff | Premier match                        | Dernier match                 |
| ------------------- | -- | -- | -- | -- | -- | -- | ---- | ------------------------------------ | ----------------------------- |
| Afghanistan         | 3  | 2  | 1  | 0  | 13 | 5  | 8    | 20/09/1984 (6-1) à Canton            | 10/10/2017 (3-3) à Douchanbé  |
| Albanie             | 1  | 0  | 1  | 0  | 0  | 0  | 0    | 10/10/2018 (0-0) à Elbasan           |                               |
| Algérie             | 2  | 1  | 1  | 0  | 3  | 2  | 1    | 14/07/1988 (2-1) à Amman             | 30/05/2004 (1-1) à Annaba     |
| Arabie saoudite     | 16 | 7  | 2  | 7  | 15 | 19 | -4   | 20/10/1957 (1-0) à Beyrouth          | 30/05/2025 (0-2) à Dammam     |
| Arménie             | 1  | 0  | 1  | 0  | 0  | 0  | 0    | 17/05/2005 (0-0) à Amman             |                               |
| Australie           | 8  | 3  | 0  | 5  | 7  | 14 | -7   | 11/09/2012 (2-1) à Amman             | 01/06/2022 (1-2) à Al Wakrah  |
| Azerbaïdjan         | 3  | 0  | 1  | 2  | 2  | 4  | -2   | 18/08/2004 (1-1) à Amman             | 12/09/2023 (1-2) à Bakou      |
| Bahreïn             | 27 | 12 | 6  | 9  | 31 | 24 | 7    | 06/04/1966 (2-1) à Bagdad            | 25/01/2024 (0-1) à Doha       |
| Bangladesh          | 2  | 2  | 0  | 0  | 12 | 0  | 12   | 08/09/2015 (4-0) à Dacca             | 24/03/2016 (8-0) à Irbid      |
| Biélorussie         | 2  | 1  | 0  | 1  | 1  | 1  | 0    | 21/03/2013 (1-0) à Amman             | 16/11/2021 (0-1) à Minsk      |
| Bosnie-Herzégovine  | 2  | 0  | 1  | 1  | 1  | 2  | -1   | 11/03/2000 (0-0) à Amman             | 15/03/2000 (1-2) à Amman      |
| Bulgarie            | 1  | 0  | 0  | 1  | 0  | 2  | -2   | 28/02/2001 (0-2) à Amman             |                               |
| Cambodge            | 2  | 2  | 0  | 0  | 8  | 0  | 8    | 28/03/2017 (7-0) à Amman             | 14/11/2017 (1-0) à Phnom Penh |
| Chine               | 12 | 1  | 5  | 6  | 9  | 25 | -16  | 12/09/1984 (0-6) à Canton            | 28/12/2018 (1-1) à Doha       |
| Chypre              | 5  | 2  | 2  | 1  | 6  | 3  | 3    | 25/03/1987 (2-1) à Amman             | 20/05/2018 (3-0) à Amman      |
| Colombie            | 1  | 0  | 0  | 1  | 0  | 3  | -3   | 06/06/2014 (0-3) à Buenos Aires      |                               |
| Corée du Nord       | 10 | 4  | 3  | 3  | 11 | 8  | 3    | 28/01/2001 (1-0) à Zarka             | 14/03/2025 (1-1) à Amman      |
| Corée du Sud        | 9  | 1  | 4  | 4  | 7  | 10 | -3   | 19/07/2004 (0-0) à Jinan             | 25/03/2025 (1-1) à Suwon      |
| Côte d'Ivoire       | 1  | 0  | 0  | 1  | 0  | 2  | -2   | 17/01/2006 (0-2) à Abou Dabi         |                               |
| Croatie             | 1  | 0  | 0  | 1  | 1  | 2  | -1   | 15/10/2018 (1-2) à Rijeka            |                               |
| Danemark            | 1  | 1  | 0  | 0  | 3  | 2  | 1    | 15/01/2018 (3-2) à Abou Dabi         |                               |
| Égypte              | 4  | 1  | 1  | 2  | 3  | 6  | -3   | 21/07/1988 (0-2) à Amman             | 11/12/2021 (1-3) à Al Wakrah  |
| Émirats arabes unis | 16 | 3  | 3  | 10 | 14 | 26 | -12  | 15/01/1988 (0-1) à Manama            | 24/05/2021 (1-5) à Dubaï      |
| Équateur            | 1  | 1  | 0  | 0  | 3  | 0  | 3    | 20/10/2004 (3-0) à Tripoli           |                               |
| Espagne             | 1  | 0  | 0  | 1  | 1  | 3  | -2   | 17/11/2022 (1-3) à Amman             |                               |
| Estonie             | 1  | 0  | 0  | 1  | 0  | 1  | -1   | 18/11/2014 (0-1) à Tallinn           |                               |
| Finlande            | 1  | 0  | 0  | 1  | 1  | 2  | -1   | 11/01/2018 (1-2) à Abou Dabi         |                               |
| Géorgie             | 2  | 1  | 0  | 1  | 3  | 3  | 0    | 16/11/2005 (2-3) à Tbilissi          | 25/01/2017 (1-0) à Dubaï      |
| Haïti               | 1  | 0  | 0  | 1  | 0  | 2  | -2   | 04/09/2021 (0-2) à Riffa             |                               |
| Hong Kong           | 4  | 2  | 2  | 0  | 7  | 1  | 6    | 18/09/1984 (1-1) à Canton            | 07/06/2017 (0-0) à Hong Kong  |
| Hongrie             | 1  | 0  | 1  | 0  | 1  | 1  | 0    | 07/03/2001 (1-1) à Amman             |                               |
| Inde                | 2  | 2  | 0  | 0  | 4  | 1  | 3    | 17/11/2018 (2-1) à Amman             | 28/05/2022 (2-0) à Doha       |
| Indonésie           | 5  | 5  | 0  | 0  | 13 | 2  | 11   | 12/02/2004 (2-1) à Amman             | 11/06/2022 (1-0) à Koweït     |
| Irak                | 46 | 9  | 12 | 25 | 44 | 69 | -25  | 16/11/1964 (1-3) à Koweït            | 10/06/2025 (0-1) à Amman      |
| Iran                | 14 | 4  | 3  | 7  | 11 | 18 | -7   | 30/05/2000 (0-1) à Amman             | 13/10/2023 (1-3) à Amman      |
| Jamaïque            | 1  | 1  | 0  | 0  | 2  | 1  | 1    | 19/06/2023 (2-1) à Wiener Neustadt   |                               |
| Japon               | 7  | 1  | 3  | 3  | 6  | 18 | -12  | 23/06/1988 (1-1) à Kuala Lumpur      | 09/01/2024 (1-6) à Doha       |
| Kazakhstan          | 2  | 1  | 0  | 1  | 2  | 1  | 1    | 31/03/2000 (0-1) à Doha              | 14/02/2006 (2-0) à Amman      |
| Kenya               | 1  | 0  | 1  | 0  | 1  | 1  | 0    | 17/08/2000 (1-1) à Amman             |                               |
| Kirghizistan        | 6  | 2  | 1  | 3  | 4  | 4  | 0    | 23/05/2000 (2-0) à Amman             | 20/12/2018 (0-1) à Doha       |
| Kosovo              | 1  | 1  | 0  | 0  | 2  | 0  | 2    | 10/11/2021 (2-0) à Pristina          |                               |
| Koweït              | 30 | 7  | 12 | 11 | 30 | 40 | -10  | 07/04/1963 (0-4) à Beyrouth          | 19/11/2024 (1-1) à Koweït     |
| Laos                | 2  | 2  | 0  | 0  | 8  | 2  | 6    | 18/02/2004 (5-0) à Amman             | 13/10/2004 (3-2) à Vientiane  |
| Liban               | 36 | 9  | 15 | 12 | 30 | 29 | 1    | 03/08/1953 (4-1) à Alexandrie        | 28/12/2023 (1-2) à Tripoli    |
| Libye               | 11 | 3  | 4  | 4  | 12 | 15 | -3   | 09/08/1953 (2-3) à Alexandrie        | 25/12/2017 (1-1) à Amman      |
| Lituanie            | 1  | 1  | 0  | 0  | 3  | 0  | 3    | 13/02/2002 (3-0) à Ta' Qali          |                               |
| Malaisie            | 6  | 4  | 2  | 0  | 10 | 0  | 10   | 15/06/1988 (0-0) à Kuala Lumpur      | 15/01/2024 (4-0) à Al Wakrah  |
| Malte               | 3  | 1  | 0  | 2  | 4  | 5  | -1   | 03/04/1985 (1-3) à Ta' Qali          | 11/11/2015 (2-0) à Istanbul   |
| Maroc               | 3  | 0  | 1  | 2  | 1  | 8  | -7   | 12/10/1976 (0-3) à Damas             | 04/12/2021 (0-4) à Al Rayyan  |
| Mauritanie          | 1  | 1  | 0  | 0  | 2  | 1  | 1    | 10/10/1976 (2-1) à Damas             |                               |
| Moldavie            | 1  | 0  | 0  | 1  | 0  | 2  | -2   | 11/02/2002 (0-2) à Ta' Qali          |                               |
| Népal               | 5  | 4  | 1  | 0  | 18 | 1  | 17   | 23/07/2011 (9-0) à Amman             | 08/06/2022 (2-0) à Koweït     |
| Nigeria             | 2  | 1  | 0  | 1  | 1  | 2  | -1   | 28/04/2004 (0-2) à Lagos             | 28/10/2013 (1-0) à Amman      |
| Norvège             | 2  | 0  | 1  | 1  | 0  | 6  | -6   | 28/01/2005 (0-0) à Amman             | 07/09/2023 (0-6) à Oslo       |
| Nouvelle-Zélande    | 2  | 1  | 0  | 1  | 4  | 4  | 0    | 09/09/2009 (1-3) à Amman             | 28/01/2022 (3-1) à Abou Dabi  |
| Oman                | 23 | 14 | 5  | 4  | 33 | 12 | 21   | 14/02/1981 (1-0) à Mascate           | 05/06/2025 (3-0) à Mascate    |
| Ouzbékistan         | 15 | 2  | 6  | 7  | 15 | 21 | -6   | 27/04/2001 (2-2) à Tachkent          | 27/01/2025 (0-0) à Doha       |
| Pakistan            | 9  | 9  | 0  | 0  | 34 | 1  | 33   | 10/04/1988 (1-0) à Kuala Lumpur      | 26/03/2024 (7-0) à Amman      |
| Palestine           | 16 | 9  | 6  | 1  | 40 | 14 | 26   | 14/10/1976 (1-2) à Damas             | 20/03/2025 (3-1) à Amman      |
| Paraguay            | 1  | 0  | 0  | 1  | 2  | 4  | -2   | 10/09/2019 (2-4) à Amman             |                               |
| Philippines         | 1  | 1  | 0  | 0  | 4  | 0  | 4    | 28/03/2023 (4-0) à Al Wakrah         |                               |
| Qatar               | 23 | 6  | 4  | 13 | 22 | 34 | -12  | 06/09/1980 (1-0) à Doha              | 10/02/2024 (1-3) à Lusail     |
| Serbie              | 1  | 0  | 0  | 1  | 2  | 3  | -1   | 16/06/2023 (2-3) à Vienne            |                               |
| Sierra Leone        | 1  | 0  | 0  | 1  | 1  | 2  | -1   | 17/04/1983 (1-2) à Freetown          |                               |
| Singapour           | 9  | 7  | 1  | 1  | 20 | 6  | 14   | 30/11/2002 (3-1) à Amman             | 05/10/2019 (0-0) à Amman      |
| Slovaquie           | 1  | 0  | 0  | 1  | 1  | 5  | -4   | 07/06/2019 (1-5) à Trnava            |                               |
| Soudan              | 2  | 1  | 1  | 0  | 2  | 1  | 1    | 19/08/2002 (0-0) à Amman             | 20/12/2002 (2-1) à Koweït     |
| Soudan du Sud       | 1  | 1  | 0  | 0  | 3  | 0  | 3    | 21/06/2021 (3-0) à Doha              |                               |
| Sri Lanka           | 1  | 1  | 0  | 0  | 2  | 1  | 1    | 16/12/1971 (2-1) à Bangkok           |                               |
| Suède               | 1  | 0  | 1  | 0  | 0  | 0  | 0    | 23/01/2006 (0-0) à Abou Dabi         |                               |
| Syrie               | 35 | 12 | 9  | 14 | 34 | 36 | -2   | 30/07/1953 (1-3) à Alexandrie        | 23/09/2022 (2-0) à Amman      |
| Tadjikistan         | 7  | 5  | 1  | 1  | 13 | 3  | 10   | 11/06/2015 (3-1) à Douchanbé         | 06/06/2024 (3-0) à Amman      |
| Taipei chinois      | 4  | 4  | 0  | 0  | 15 | 1  | 14   | 25/04/2001 (2-0) à Tachkent          | 19/11/2019 (5-0) à Amman      |
| Tchad               | 1  | 1  | 0  | 0  | 1  | 0  | 1    | 20/09/1997 (1-0) à Tripoli           |                               |
| Thaïlande           | 7  | 1  | 5  | 1  | 3  | 4  | -1   | 08/07/2004 (0-0) à Bangkok           | 05/06/2016 (0-2) à Bangkok    |
| Trinité-et-Tobago   | 1  | 1  | 0  | 0  | 3  | 0  | 3    | 16/06/2015 (3-0) à Irbid             |                               |
| Tunisie             | 3  | 0  | 1  | 2  | 3  | 12 | -9   | 04/04/1963 (0-4) à Beyrouth          | 22/08/2011 (3-3) à Amman      |
| Turkménistan        | 4  | 2  | 0  | 2  | 5  | 4  | 1    | 23/04/2001 (0-2) à Tachkent          | 22/06/2008 (2-0) à Amman      |
| Uruguay             | 2  | 0  | 1  | 1  | 0  | 5  | 0    | 13/11/2013 (0-5) à Amman             | 20/11/2013 (0-0) à Montevideo |
| Viêt Nam            | 4  | 0  | 4  | 0  | 3  | 3  | 0    | 13/06/2017 (0-0) à Hô Chi Minh-Ville | 31/05/2021 (1-1) à Charjah    |
| Yémen               | 3  | 2  | 1  | 0  | 6  | 2  | 4    | 22/05/1993 (1-1) à Amman             | 08/07/2011 (4-0) à Istanbul   |
| Yémen du Sud        | 1  | 1  | 0  | 0  | 3  | 2  | 1    | 20/10/1976 (3-2) à Damas             |                               |
| Zambie              | 1  | 1  | 0  | 0  | 1  | 0  | 1    | 06/11/2013 (1-0) à Doha              |                               |
| Zimbabwe            | 1  | 1  | 0  | 0  | 2  | 0  | 2    | 13/05/2009 (2-0) à Amman             |                               |